# Heartbreak High (serie de televisión de 1994)
Heartbreak High (en España Los Rompecorazones y en Hispanoamérica Aprendiendo a vivir) es una serie australiana de televisión estrenada el 27 de febrero de 1994 por medio de la cadena Network Ten hasta 1996 y finalmente de 1997 hasta el 29 de noviembre de 1999 por medio de la cadena ABC.
La serie contó con la participación de actores invitados como: Rose Byrne, Simon Baker, Andy Anderson, Andrew McFarlane, Peter Phelps, Leeanna Walsman, Ron Graham, Nicholas Bishop, Inge Hornstra, Jerome Ehlers, Bojana Novakovic, entre otros.
Desde el 27 de noviembre de 2020, están disponibles todos los episodios de la serie en Netflix (en todos los países salvo en Francia y países de habla francesa). En 2022, el mismo portal estrena una nueva producción de dicha serie.

## Historia
La serie siguió a los estudiantes de "Hartley High", un duro instituto multicultural en Sídney. Con el paso del tiempo nuevos personajes entraron en el instituto mientras que otros se fueron.

## Personajes

### Personajes Principales
| Actor                 | Personaje                 | Trabajo   | N.º de episodios | Temporada   |
| --------------------- | ------------------------- | --------- | ---------------- | ----------- |
| Callan Mulvey         | Bogdan Drazic             | -         | 111              | 1996 - 1999 |
| Lara Cox              | Anita Scheppers           | -         | 98               | 1996 - 1999 |
| Rel Hunt              | Ryan Scheppers            | -         | 89               | 1996 - 1999 |
| Putu Winchester       | Dennis Klinsmann          | -         | 75               | 1998 - 1999 |
| Mario Gamma           | Peter "D'Espo" D'Esposito | -         | 59               | 1998 - 1999 |
| Jeremy Lindsay Taylor | Kurt Peterson             | -         | 56               | 1998 - 1999 |
| Andrea Moor           | Diana "Di" Barnett        | Directora | 51               | 1998 - 1999 |
| Marcel Bracks         | Lee Delaine               | -         | 48               | 1998 - 1999 |
| Morna Seres           | Jill Delaine              | -         | 48               | 1998 - 1999 |
| Nathalie Roy          | Sarah Livingstone         | -         | 46               | 1998 - 1999 |
| Tasneem Roc           | Thania Saya               | -         | 37               | 1998 - 1999 |
| John Walton           | Nat Delaine               | -         | 32               | 1997 - 1999 |

### Personajes Recurrentes
| Actor            | Personaje                  | Trabajo               | N.º de episodios | Temporada   |
| ---------------- | -------------------------- | --------------------- | ---------------- | ----------- |
| Elena Carapetis  | Jacqueline "Jackie" Kassis | -                     | 25               | 1998 - 1999 |
| John Gregg       | Alan Carson                | Director              | 25               | 1998 - 1999 |
| Luke Jacobz      | Zac Croft                  | -                     | 25               | 1998 - 1999 |
| Bianca Nacson    | Gemma "Gem" Whitely        | -                     | 25               | 1998 - 1999 |
| Danny Raco       | Marc Vialli                | -                     | 21               | 1998 - 1999 |
| Katherine Hicks  | Tessa "Tess" Mason         | -                     | 10               | 1998 - 1999 |
| Mark Owen-Taylor | Tim Mason                  | -                     | 10               | 1998 - 1999 |
| Dominic Purcell  | Todd Gillespie             | Oficial de la Policía | 6                | 1999        |

### Antiguos Personajes Principales
| Actor               | Personaje                   | Trabajo / Ocupación | N.º de episodios | Temporada   |
| ------------------- | --------------------------- | ------------------- | ---------------- | ----------- |
| Jon Pollard         | Alan Bolton                 | -                   | 95               | 1994 - 1997 |
| Emma Roche          | Danielle Miller             | -                   | 91               | 1994 - 1997 |
| Ada Nicodemou       | Katerina "Kat" Ioannou      | -                   | 90               | 1994 - 1998 |
| Salvatore Coco      | Costa "Con" Bordino         | -                   | 72               | 1994 - 1997 |
| Barbara Gouskos     | Helen Bordino               | -                   | 71               | 1994 - 1997 |
| Stephen O'Rourke    | Jim Deloraine               | Director            | 69               | 1994 - 1996 |
| Ivar Kants          | Roberto Bordino             | -                   | 68               | 1994 - 1997 |
| Corey Page          | Steve Wiley                 | -                   | 65               | 1994 - 1995 |
| Scott Major         | Peter Rivers                | -                   | 65               | 1994 - 1995 |
| Despina Caldis      | Effie Poulos                | -                   | 65               | 1994 - 1995 |
| Abi Tucker          | Jodie Cooper                | -                   | 64               | 1994 - 1995 |
| Denni Gordon        | Rhonda "Ronnie" Brooks      | -                   | 64               | 1996 - 1998 |
| Vince Poletto       | Matt Logan                  | -                   | 59               | 1995 - 1997 |
| Doris Younane       | Yola Fatoush                | -                   | 62               | 1994 - 1995 |
| Tony Martin         | William "Bill" Southgate    | -                   | 52               | 1994 - 1995 |
| Sebastian Goldspink | Charles "Charlie" Byrd      | -                   | 50               | 1996 - 1998 |
| Nina Liu            | Mai Hem                     | -                   | 50               | 1997 - 1998 |
| Katherine Halliday  | Rossette "Rose" Malouf Tran | -                   | 49               | 1994 - 1995 |
| Alex Dimitriades    | Nicolas "Nick" Poulos       | -                   | 38               | 1994 - 1995 |
| Rupert Reid         | Declan Costello             | Estudiante          | 34               | 1995 - 1997 |
| Tina Bursill        | Hilary Scheppers            | -                   | 33               | 1996 - 1998 |
| Diane Craig         | June Dyson                  | Director            | 27               | 1995 - 1997 |
| Kym Wilson          | Sam Robinson                | -                   | 21               | 1994 - 1995 |

## Producción
Heartbreak High estuvo compuesta por siete temporadas transmitidas entre 1994 y 1999, se transmitió por medio de dos cadenas australianas Ten y ABC.
Casi inmediatamente después de su estreno la serie se vendió a varios países, principalmente en Europa. En España, su emisión estival en Televisión Española llegó a ser un clásico de finales de los 90.